# Ornithurae
Ornithurae (што значи „птичији реп” на грчком) је природна група која укључује заједничког претка Ichthyornis, Hesperornithes, као и свих других модерних птица, као и свих других потомака тог заједничког претка.

## Класификација
Ернст Хекел је осмислио име 1866. године и укључио их у групу „правих птица” са „карактеристичном морфологијом репа свих живих птица” (превод Жак Гутијер). Та карактеристика издваја групу од Archaeopteryx, коју је Хекел смјестио у другу групу која се зове Sauriurae. Једноставно речено, модерне птице имају кратке, спојене пигостилске репове, док је Archaeopteryx задржао дугачак реп карактеристичан за не-птичје тероподне диносауре.
Гутијер је претворио Ornithurae у кладус, дајући дефиницију гране: „живе птице и све друге таксоне, као што су Ichthyornis и Hesperornithes, које су ближе постојећим птицама него Archaeopteryx”. Касније су га он и Кевин де Куироз редефинисали као апоморфно базирани кладус како би били у складу са Хекеловом оригиналнин описом, укључујући и прву претходницу птица са „птичјим репом” хомологним са оним код Vultur gryphus и свим његовим потомцима. Дефинисали су „птичји реп” као реп који је краћи од фемура, са пигостилом који је у облику плуга, компримованим елементом, са стопљеним костима у одраслој јединци, састављеној од мање од шест каудалних пршљенова, који су краћих од слободног дијела репа, који је сам по себи састављен од мање од осам каудалних пршљенова. Међу њима су били Aves (који су дефинисали као „крунску групу” модерних птица), Ichthyornis, Hesperornithes, и Apsaravis у Ornithurae.
Neornithes је првобитно предложен као замјена за Ornithurae од стране Ханса Фридриха Гадова 1892. и 1893. године. Гутијер и Кевин де Куироз, дакле, сматрају Neornithes млађим синонимом Ornithurae, иако многи други научници користе Neornithes када желе да укажу на много рестриктивнију крунску групу која се састоји само од модерних птица (група за коју Гутијер користи име Aves). Алтернативно, неки научници су користе Ornithurae да се позову на рестриктивнију групу кладуса засновану на чворовима, повезану на Hesperornis и модерне птице.

### Таксономија
Доле приказан кладограм је резултат анализе коју је спровео Мајкл Ли са колегама 2014. године, а која је проширена на основу података из претходне студије О’Конора & Зуа из 2012. године. Имена клада су позиционирана на основу њихових дефиниција.
|  | †                                                     |
|  |                                                       |
|  | \| \| † \| \| \| \| \| \| (модерне птице) \| \| \| \| |
|  |                                                       |
|  | †                                                     |
|  |                                                       |
|  | (модерне птице)                                       |
|  |                                                       |

|  | †               |
|  |                 |
|  | (модерне птице) |
|  |                 |

|  | †                                                     |
|  |                                                       |
|  | \| \| † \| \| \| \| \| \| (модерне птице) \| \| \| \| |
|  |                                                       |
|  | †                                                     |
|  |                                                       |
|  | (модерне птице)                                       |
|  |                                                       |

|  | †               |
|  |                 |
|  | (модерне птице) |
|  |                 |